# Viola pekinensis
Viola pekinensis (Regel) W.Becker – gatunek roślin z rodziny fiołkowatych (Violaceae). Występuje naturalnie w Chinach (w prowincjach Gansu, Hebei, południowo-wschodnim Heilongjiang, Jiangsu, Jilin, Liaoning, Shaanxi, Szantung i Shanxi, a także w regionie autonomicznym Mongolia Wewnętrzna), na Rosyjskim Dalekim Wschodzie oraz Półwyspie Koreańskim. 

## Morfologia
PokrójBylina dorastająca do 2–13 cm wysokości, tworzy kłącza.
LiścieBlaszka liściowa ma owalny kształt. Mierzy 1–6 cm długości oraz 1–4,5 cm szerokości, jest karbowana na brzegu, ma sercowatą nasadę i tępy wierzchołek. Ogonek liściowy jest nagi i ma 15–60 mm długości. Przylistki są równowąsko lancetowate.
KwiatyPojedyncze, wyrastające z kątów pędów. Mają działki kielicha o lancetowatym kształcie i dorastające do 5–8 mm długości. Płatki są odwrotnie jajowate, mają fioletową barwę oraz 8–12 mm długości, dolny płatek jest owalny, mierzy 15-17 mm długości, posiada obłą ostrogę o długości 5-7 mm.
OwoceTorebki mierzące 4-6 mm długości, o elipsoidalnym kształcie.

## Biologia i ekologia
Rośnie w lasach, na łąkach i skarpach. 